# Laim

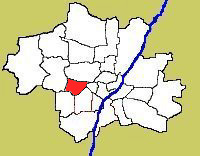
Ubicación de Laim en Múnich.

Laim es un uno de los barrios más antiguos de Múnich. Tiene 48.927 habitantes.